# Premi Unión de Actores a Tota una vida
El Premi a Tota una vida entregat per la Unión de Actores y Actrices reconeix el treball realitzat per un intèrpret al llarg de la seva carrera cinematogràfica, teatral o televisiva. El premi s'ha atorgat des de la primera edició dels premis, en 1991.

## Guanyadors
| Any  | Guanyador/a                        |
| ---- | ---------------------------------- |
| 2018 | Marisa Paredes                     |
| 2017 | Esperanza Roy                      |
| 2016 | Alicia Hermida                     |
| 2015 | Juan Margallo                      |
| 2014 | José Sacristán                     |
| 2013 | José Sazatornil                    |
| 2012 | Julieta Serrano                    |
| 2011 | Concha Velasco                     |
| 2010 | Asunción Balaguer                  |
| 2009 | Aurora Bautista                    |
| 2008 | María Asquerino                    |
| 2007 | Paco Merino                        |
| 2006 | Núria Espert                       |
| 2005 | Asunción Sancho                    |
| 2004 | Agustín González                   |
| 2003 | Juan José Otegui                   |
| 2002 | María Isbert                       |
| 2001 | Adolfo Marsillach                  |
| 2000 | José Luis López Vázquez            |
| 1999 | Luis Barbero                       |
| 1998 | Rafael Alonso                      |
| 1997 | Berta Riaza                        |
| 1996 | Francisco Rabal                    |
| 1995 | Mary Carrillo                      |
| 1994 | Mari Carmen Prendes Maruchi Fresno |
| 1993 | Manuel Alexandre                   |
| 1992 | Fernando Fernán Gómez              |
| 1991 | Aurora Redondo                     |